# قائمة أعمال سوسن بدر
لسوسن بدر 54 فيلمًا، كما مثلت 194 مسلسلاً تلفزيونيُا، بالإضافة لعدة أخرى متنوعة. وهذه قائمة بأغلب أعمال سوسن بدر مرتبة حسب السنة:
(يرجى ملاحظة أن بعض الأعمال غير متفق على سنة عرضها، والترجيح هنا لمعلومات موقع IMDb إذا توفرت، ثم للمعلومات الخاصة بإصدار الدي في دي للفيلم).

## أفلام
| السنة | الفيلم              | الدور                  |
| ----- | ------------------- | ---------------------- |
| 2023  | آل شنب              | نبيلة شنب              |
| 2021  | مش أنا              | والدة حسن              |
| 2019  | ولاد رزق 2          | ضيفة شرف               |
| 2018  | الكنز 2             | فاطمة الفيومية         |
| 2018  | بلاش تبوسني         | الحاجة سوسو            |
| 2017  | الكنز               | فاطمة الفيومية         |
| 2015  | قط وفار             | ألطاف حسانين القط      |
| 2015  | آخر ورقة            | سهير                   |
| 2014  | النبطشي             | غير محدد               |
| 2012  | ساعة ونص            | غير محدد               |
| 2011  | الشوق               | فاطمة                  |
| 2010  | الوتر               | عايدة أم مايسة ومنة    |
| 2010  | ابن القنصل          | سوسو أوبح/ زوجة القنصل |
| 2010  | بنت مين في البلد    | غير محدد               |
| 2010  | 678                 | أم نيللي               |
| 2010  | ولد وبنت            | فريدة والدة شهد        |
| 2009  | إبراهيم الأبيض      | أم حورية               |
| 2009  | السفاح              | أم مراد                |
| 2009  | إحكي يا شهرزاد      | أماني                  |
| 2009  | الفرح               | نوجة                   |
| 2009  | بدل فاقد            | زوجة اللواء محسن       |
| 2009  | المشتبه             | سميحة                  |
| 2008  | أيامنا الجاية       | ثريا                   |
| 2007  | قص ولصق             | مدام عزة - أم جميلة    |
| 2007  | ألوان السما السبعة  | توحيدة                 |
| 2007  | البلياتشو           | غير محدد               |
| 2007  | حين ميسرة           | فكهات                  |
| 2006  | مفيش غير كده        | شوشو                   |
| 2005  | علمني حبك           | غير محدد               |
| 2005  | دنيا                | أروى                   |
| 2004  | حب البنات           | سميرة                  |
| 2003  | من نظرة عين         | كوثر                   |
| 2003  | ديل السمكة          | عفيفة - الفنانة كروانة |
| 2002  | سحر العيون          | فينيهان                |
| 2002  | خريف آدم            | أم هاشم                |
| 2001  | أسرار البنات        | نادية                  |
| 2001  | أولى ثانوي          | ضيفة شرف               |
| 2000  | الأبواب المغلقة     | فاطمة                  |
| 1994  | كارت أحمر           | صباح                   |
| 1993  | الحب للحب           | الممرضة عزة            |
| 1993  | الرصيف              | وداد                   |
| 1993  | السايس              | غير محدد               |
| 1992  | ليالي الصبر         | صافي                   |
| 1991  | شمس الزناتي         | حنة                    |
| 1990  | جنان في جنان        | نعمة                   |
| 1987  | سلام يا صاحبي       | فاطمة                  |
| 1987  | عبقري على ورقة دمغة | باتعة                  |
| 1987  | العملاق             | بتعة                   |
| 1986  | احترس عصابة النساء  | سوزي                   |
| 1986  | الحرافيش            | فتحية                  |
| 1984  | بحر الأوهام         | عبلة الصحفية           |
| 1984  | الأشقياء            | ابتسام                 |
| 1984  | لا تسألني من أنا    | نادية                  |
| 1980  | Death of a Princess | الأميرة مشاعل          |
| 1980  | حبيبي دائما         | سلوى                   |
| 1980  | آسفة أرفض الطلاق    | غير محدد               |
| 1978  | رجل اسمه عباس       |                        |

## مسلسلات
| #بابا المجال**2023 - حرب الجبالي:2025 - خارج السيطرة2021 - بين السما والأرض:2021 - هوجان:2019 -الخالة عيوشة - ضيفة شرف - أهو ده اللي صار (2019)-خديجة - زي الشمس:2019 - نيرة - البيت الكبير: (ج1، 2) 2018، 2019-جبرية - أبو العروسة:2017-عايدة - الأب الروحي (ج1>3):2017>2020-جيهان الفخراني - السرايا:2017 - الدخول في الممنوع:2017-تهاني - عيلة صالح:2017 - يونس ولد فضة:2016-فضة - بس مباشر:2016-رسمية - أفراح القبة:2016-بدرية أم تحية - جراند أوتيل:2016-سكينة - نوايا بريئة:2016-خديجة - قصص الآيات في القرآن:2015 - أرض النعام:2015-أماني السيد عبد النعيم - الوسواس:2015-سنية - العهد (الكلام المباح):2015-أنيسة - ساحرة الجنوب (ج1، 2):2015-نعمات - طريقي:2015-هدى هانم - مبسوطة يا توتة :2014 - أباظة:2014 - كيد الحموات:2014-سعاد دياب-سيدة البرعي-نبوية تمساح - السبع وصايا:2014-سماح كامل (أوسة - مبسوطة يا توتة:2014 - زهر البنفسج:2013 - الوالدة باشا:2013 - حافة الغضب:2012 - نابليون والمحروسة:2012-خديجة - خرم إبرة:2012-عواطف - الخواجة عبدالقادر:2012 - احنا الطلبة:2011-صابرة - بنات شقية:2011-ضيفة شرف - قصص الحيوان في القرآن:2011-بقرة بني إسرائيل - انا وبابا:2011 - شاهد اثبات:2010-نوال الكاشف - اختفاء سعيد مهران:2010-فردوس زوجة سيد - الجماعة:2010-سعاد الطاهر - عايزة أتجوز:2010-سهير - الحارة:2010-صفية - رحيل مع الشمس:2010-ميرا - امرأة في ورطة:2010 - ليالي:2009-نجمة - هانم بنت باشا:2009 - في مهب الريح:2009 - صدق وعده:2009-أم جميل - حكايات بنعيشها:هالة والمستخبي:2009-حب الرمان - الرحايا حجر القلوب:2009-بدرة - بنات عمري:2008-فريدة فخر الدين - شريف ونص (ج1، 2):(2008، 2010)-فدوى | - أيام الرعب والحب:2008 - السماح:2008 - قلب الخطر:2008 - ناصر:2008-زوجة خليل سلطان ومربية جمال - 7 شارع السعادة:2008-ضيفة شرف - عسكر و حرامية:2007 - حنان وحنين:2007 - إمرأة في شق الثعبان:2007 - المخبر الخاص:2007 - أولاد عزام:2007 - الدالي (ج1، 2، 3):(2007، 2008، 2011)-ألفت - صوت من الماضي:2007 - لحظات حرجة (ج1، 2، 3):(2007، 2010، 2012)-د. ماجدة - راجل وست ستات (ج2):2007-جيجي الملّواني - ومضى العمر يا ولدي:2006 - والحب اقوى:2006 - ولم تنس أنها امرأة:2006 - ومضى عمري الأول:2006 - أحزان مريم:2006 - كشكول لكل مواطن:2006-صفاء - القاهرة 2000:2006 - مباراة زوجية:2006 - لما يعدي النهار:2005 - أنا وهؤلاء:2005-نبيلة - رياح الغدر:2005-نادية - المنادي:2005-زوجة شوقي - مبروك جالك قلق:2005 - حكاية بندق:2005 - علي جناح التبريزي:2005 - دوائر الشك:2005 - أحلامنا الحلوة:2005-بدرية - سارة:2005-أم سارة - الشارد:2005-ناهد - أيامنا:2004 - أعمال رجال:2004 - أحلام البنات:2004-إنجي-ضيفة الحلقات - أصحاب المقام الرفيع:2004 - أشرار وطيبين:2004 - لقاء السحاب:2004-أمينة الأمينة - تعالى نحلم ببكره:2003 - المرأة في الإسلام:2003 - رجل الأقدار:2003-ريطة بنت منبه - نجمة الجماهير:2003 - إمام الدعاة:2003-بدرية - فارس الرومانسية:2003-زوجة طه السباعي ووالدة دولت - أمس لا يموت:2003 - 9 شارع السلام:2003 - ذنوب الأبرياء:2003 - بعد الطوفان:2003 | - الأصدقاء:2002-خليدة - طيور الشمس:2002 - الخبيئة:2002 - زمن عماد الدين:2002-فوز - أنظر حولك وابتسم:2002 - العطار والسبع بنات:2002-بهية - الخير ينتصر أحيانا:2001 - الوجه الغامض:2001 - حديث الصباح والمساء:2001-فرجة الصياد - البر الغربي:2001 - حديقة الشر:2000 - خيال الظل:2000-نوال - الفجالة:2000-انصاف - الأقدار:2000 - بيت الزعفراني:2000 - أغلال ناعمة:2000 - زمن العطش:2000-ليلى - نسر الشرق (ج1) (ج1، 2):(1999، 2000) - حضرة المحترم:1999-قدرية - خلف الأبواب المغلقة:1999-فاطمة - حكيم روحاني حضرتك:1999 - الحسن بن الهيثم:1998-أم الحاكم بأمر الله - أوراق مصرية (ج1، 2):(1998، 2002)-دوسة العالمة - دهب قشرة:1998 - الأبطال (ج2):1998-زمزم - نون النسوة:1998 - عائلة الديناصورات:1998 - أوراق من المجهول:1998 - السيرة الهلالية (ج2):1998-الجازية - أم العروسة:1998 - الإمام ابن حزم:1998-علياء - حارة المحروسة:1997-فريدة - زيزينيا (ج1، 2):(1997، 2000)-محروسة - بحار الغربة:1997 - عوضين وإمبراطورية عين:1997 - النوارس والصقور:1996 - وسادسهم الزمن:1996 - قلوب حائرة:1996 - الحفار:1996-زوجة شريف - رسالة خطرة:1996 - نصف ربيع الآخر:1996-سعاد - رابعة تعود:1996 - زقاق السنجقدار:1996 - أبو العلا 90:1996 - حكايات مجنونة:1995 - الزيني بركات:1995-زوجة زكريا بن راضي - اثنين في واحد:1995 - قشتمر:1994 - عمر بن عبدالعزيز:1994-ليلى بنت عاصم | - دكتوراه في الحب:1994 - كوبري الاحلام:1994 - وكان لقاء:1992-زهرة - في قلب الليل:1992 - وداعاً قرطبة:1992 - الوديعة:1992 - رحلة أبو الوفا:1991 - ضمير أبلة حكمت:1991-هيا - كنوز لا تضيع:1990 - حضرات السادة الكدابين:1990 - مخلوق اسمه المرأة:1990 - أولادي:1989-إبتسام - الغفران:1989 - اللي معاه قرش:1988 - مولود في الوقت الضائع:1988 - صرخة برئ:1987 - كوم الدكة:1987-نرمين - من الليل شروق:1987 - الحب في حقيبة دبلوماسية:1987 - اسم العائلة:1986 - غداً تدق الأجراس:1986 - رسول الإنسانية:1985 - لا إله إلا الله (ج1):1985 - الجلاد و الحب:1984 - أبواب المدينة (ج2):1983-شمس - موسى بن نصير:1983 - الأزهر الشريف منارة الإسلام:1982 - مبروك جالك ولد:1980-الممرضة - هي والمستحيل:1979-عايده - أحلام الفتى الطائر:1978 - على هامش السيرة:1978 - هي والعاصفة - شروق بلا غروب - محامي كعب داير - وأشرق الاسلام بالحب - الوريث - أحلام الغروب - طريق النور - الإمام مسلم-غدير - هذا صحيح و هذا خطأ - الفارس الملثم - جماد من لحم - الفارس الملثم( ج2) - فديتك يا ليلى - الرجل والقطار - شاطيء الحنين - لمن يهمه الأمر - اسطبل عنتر - إبن عمار |

## مسرحيات
| - المحروسة والمحروس:2013 - كوكب ميكي:2009 - زكي في الوزارة:2008 - الملك لير:2001-قونريل (العروض الأولى) - منمنمات تاريخية:2000 - كيمو والفستان الأزرق:1999 | - المرأه التي تكلم نفسها كثيراً:1997 - عائلة الفك المفترس:1997 - طقوس الإشارات والتحولات:1996 - قشطة:1993-صبحه - صفقة بمليون دولار:1992 - لعبة الحب والجنان:1992 | - مفلح في المريخ:1991 - ليلة القبض على بابا:1990 - الصعايدة وصلوا:1989-هنادي (بعد اعتذار هالة صدقي) - الواد سيد الشغال:1985-هدى (العروض الأولى) - آه يا غجر: - ثورة الشطرنج: |

## سهرة تليفزيونية
| - أحلام الكمنجاتي:2001 - نداء الورد:2000 - نونة الشعنونة:1994-زيزي - زمن الغدر:1992 - دول فهمي التي لم يعرفها أحد:1987-دولت / أبلة نادية - الفن لأصحابه:1985 | - جائزة نهاية العمر - الزحام - مين سرق مين - هبة من الله - الظالم والمظلوم | - الزهور تملأ الحديقة - الرحلة - الضوء الاخضر - عيون حزينه - شيء من الرومانسية | - ذكاء شرطي:-أزهار - أيام الطفولة - ضحية حب - ابن ليل - طلقة رصاص | - أبدا يعيش الحب - الغريب والمجهول - مسألة شرف - قضية طفل برئ - قطار العمر السريع |

## أخرى
| - رسوم متحركة:الفراجنة:2018 -بيتا - رسوم متحركة:سليمان الحكيم:2018 - رسوم متحركة:حارة أم دنيا:2017 - رسوم متحركة:الأزهر:2016-ست الحسن - رسوم متحركة:حبيب الله: (ج1، 3) 2016، 2018 | - رسوم متحركة:الراوي:2015 - رسوم متحركة:قصص النساء في القرآن:2013 - مسلسل اذاعي:من نقرة لدحديرة:2013 - مسلسل اذاعي:قصة حبي:2010 - رسوم متحركة:ريش الطاووس:2010 | - مسلسل اذاعي:أحلام السوالم:2009 - مسلسل اذاعي:بحبك يا مجنونة:2008 - فيلم قصير:ايزيدورا عذراء النيل:2006 - مسلسل اذاعي:لما بابا ينام:1999 | - تمثيلية:الاختيار:1993 - مسلسل اذاعي:عفوا ابنتي: - مسلسل اذاعي:عندما ينطق الجبل: - مسلسل اذاعي:شاليه على البحيرة:-سها |

## برامج
- المتاهة:2015
- نورت مع أروى:2013
- عقد النجوم:2011
- نلتقي مع بروين حبيب:2009
- حسين على الهوا:2001